# شكبيات البحر
شُكُّبَّيات البحر (الاسم العلمي Centriscidae)، فصيلة أسماك بحرية من شائكات الزعانف. أجناسها وأنواعها المعروفة قليلة العدد لا تتجاوز العشرة. اعطانها معظم بحار البلاد الحارة وبعض بحار البلاد المعتدلة الحرارة. مسرحها الأغواط والنقاف. تتميز بأجسامها الربعة التي تطول من 10 غلى 20 سم. وباخطامها المخروطية الأنبوبية الطراف، وبمجناتها الظهرية الصلبة، وبالمناخس القوية الحادة التي تتقدم الزعانف الظهرية، وبزعانفها الحوضية المتلاصقة. أثوابها تراوح من الوردي إلى المرجاني الأسقع ومن الفضي إلى الذهبي.